# 174 a.C.

## Eventos
- Espúrio Postúmio Albino Paululo e Quinto Múcio Cévola, cônsules romanos.
- Continua guerra dos romanos na Ligúria, parte da Gália Cisalpina.
- Retomada da construção do Templo de Zeus Olímpico, na Grécia.
- Os Hsiung-nu expulsam os bárbaros de Gansu (Mongólia).
- Data provável do casamento de Cleópatra II com seu irmão Ptolomeu (ou 175 a.C.)

## Mortes
- Tito Quíncio Flaminino, General e político romano, cuja habilidade diplomática permitiu estabelecer o protetorado romano sobre a Grécia.
- Públio Élio Peto, cônsul e censor romano